# Korealök
Korealök (Allium splendens) är en flerårig växtart i släktet lökar och familjen amaryllisväxter. Arten beskrevs av Carl Ludwig von Willdenow, Joseph August Schultes och Julius Hermann Schultes.

## Utbredning
Korealöken växer vilt mellan Sibirien och Japan. Den odlas även som prydnadsväxt i andra delar av världen.

## Underarter
Arten delas in i följande underarter:
- A. s. insulare
- A. s. splendens